# أليكسندروس جاربوزيس
أليكسندروس جاربوزيس (5 سبتمبر 1980 بليماسول في قبرص - ) هو لاعب كرة قدم قبرصي في مركز الوسط. شارك مع منتخب قبرص لكرة القدم. أما مع النوادي، فقد لعب مع أبولون ليماسول وأنورثوسيس فاماغوستا وأيل ليماسول وسكودا زانثي ونادي باوك ونادي بافوس وAEP Paphos FC ‏ وAEK Kouklia ‏.

## روابط خارجية
- أليكسندروس جاربوزيس على موقع الاتحاد الأوربي (الإنجليزية)
- أليكسندروس جاربوزيس على موقع قاعدة بيانات كرة القدم.إي يو (الإنجليزية)
- أليكسندروس جاربوزيس على موقع ناشيونال فوتبول تيمز (الإنجليزية)
- أليكسندروس جاربوزيس على موقع Soccerway.com (الإنجليزية)